# Hymenocoleus barbatus
Hymenocoleus barbatus är en måreväxtart som beskrevs av Elmar Robbrecht. Hymenocoleus barbatus ingår i släktet Hymenocoleus och familjen måreväxter. Inga underarter finns listade i Catalogue of Life.